# Paul Robeson
Paul Robeson (ur. 9 kwietnia 1898 w Princeton, zm. 23 stycznia 1976 w Filadelfii) – amerykański aktor, śpiewak (bas-baryton), prawnik i działacz społeczny.

## Życiorys
Na scenie zadebiutował w 1921 w musicalu Shuffle Along. W filmie wystąpił po raz pierwszy w 1924 (Body and Soul).
Dysponował niskim głosem o potężnym brzmieniu Zasłynął jako niezrównany interpretator negro spirituals, np. Go Down Moses. Uchodził za najlepszego wykonawcę popularnego standardu jazzowego "Ol' Man River".
Sygnatariusz apelu sztokholmskiego w 1950 roku. W latach 40. i 50. XX w. był szykanowany w Stanach Zjednoczonych za swoje poglądy polityczne i sympatie prokomunistyczne, za które w 1952 otrzymał Międzynarodową Stalinowską Nagrodę Pokoju.